# Алберико I Чибо-Маласпина
Алберѝко I Чѝбо-Маласпѝна (на италиански: Alberico Cybo-Malaspina, * 28 февруари 1534 в Генуа, Генуезка република; † 18 януари 1623 в Маса, Княжество Маса и Маркграфство Карара) от рода Маласпина е маркиз на Маса и господар на Карара (1553 – 1568), княз на Маса и маркиз на Карара (1568 – 1623), граф на Ферентило (1549 – 1619), херцог на Ферентило (1619 – 1623), граф и маркиз на Айело, барон на Падули (от 1566) и господар на Монтелеоне (1562 – 1565). С него започва господството на рода Чибо-Маласпина над Маса и Карара.

## Произход
Той е вторият син на Лоренцо Чибо (* 1500, † 1549), граф на Ферентило, губернатор на Сполето, и на съпругата му Ричарда Маласпина (* 1497, † 1553). Негови дядо и баба по бащина линия са Франческо „Франческето“ Чибо и Мадалена де Медичи, а по майчина – Антонио Алберико II Маласпина, маркиз на Маса, господар на Карара, и Лукреция д’Есте, дъщеря на Сиджизмондо I д’Есте. Племенник е на Джовани Батиста, от 1530 г. епископ на Марсилия. Правнук е на папа Инокентий VIII. Има един брат и една сестра:
- Елеонора (* 1523, † 1594), графиня на Лаваня като съпруга на Джан Луиджи Фиески и маркиза на Четона като съпруга на Джанлудовико „Киапино“ Вители
- Джулио (* 1525, † 1547), маркиз на Маса и господар на Карара (1546 – 1547), римски и генуезки патриций, патриций на Пиза и Флоренция, неаполитански патриций, благородник на Витербо, полковник от Френската армия, съпруг на Перета Дория

Има и един полубрат и една полусестра от извънбрачни връзки на баща си.

## Биография
През 1552 г. Алберико се жени за Елизабета дела Ровере, дъщеря на херцога на Урбино Франческо Мария I дела Ровере, който е на страната на младия маркиз. След трагичната смърт на по-големия му брат Джулио през 1548 г. и на майка му Ричарда през 1553 г. 
Алберико става наследник на семейство Чибо-Маласпина на 17 февруари 1554 г., на 21-годишна възраст. Император Карл V му дава феодалната инвеститура, въпреки че не е достигнал каноничната възраст от 25 години. През същата година е избран за лейтенант на херцог Гуидобалдо II дела Ровере – генерален капитан на оръжията на Църквата. На следващата година Алберико предприема безуспешни действия да направи Маса седалище на епископството. По повод войната за завладяването на Сиенската република, търсена от великия херцог Козимо I де Медичи, Алберико, в качеството си на военен командир, изпраща контингент от около 1000 пехотинци.
За разлика от майка си Алберико поддържа приятелски отношения със семейство Медичи: през 1565 г. той е кум на сватбата на наследствения принц на Тоскана Фердинандо I.
През 1557 г. започва работа по укрепването на Маса и Карара. Междувременно отношенията с господарите на Флоренция и с благородниците от Урбино му спечелват влизане в двора на Филип II, крал на Испания. Там през 1558 г. получава титлата „камерхер“ и двеста златни скуди, заедно с други престижни позиции, включително честта да представлява монарха във Франция по случай смъртта на Анри II, представяйки официално съболезнованията на испанския двор на вдовицата му Катерина де Медичи.
Алберико се стреми към титлата „Гранд на Испания“ – много престижно признание, което не получава. Разочарован от испанския двор и възползвайки се от избора на новия папа Пий IV (15 декември 1559 г.), той напусна Мадрид, за да отиде в Рим. Там новият папа – потомък на семейство Медичи го назначава за губернатор на Монтелеоне – земя, която граничи с феода му Ферентило, наследен след смъртта на баща му. През същата година Фердинандо I дава на държавите Маса и Карара „привилегията за защита и отбрана“ на 25 февруари, а веднага след 2 май и „привилегията на монетния двор“. През 1561 г. Алберико овдовява. Той се жени повторно през 1563 г. за Изабела ди Капуа, дъщеря на Винченцо ди Капуа, херцог на Термоли.

След испанския и папския опит Алберико се завръща в родната си държава и установява резиденцията си в Маса, където кара да променят градското оформление и кара да построят престижни сгради. Този период на преосноваване на града е наречен Чибейска Маса или Нова Маса (Massa Cybea, Massa Nuova). Алберико осигурява нуждите на населението чрез поредица от обществени сгради, обгражда кварталите със стени, павира улиците и площадите, разширява и модифицира благородническия дворец на Маласпина. На 23 август 1568 г. император Максимилиан II издига Маса в княжество, а Карара в маркграфство, с титлата „имперски княз“ за Алберико и неговите наследници. Той получава и още едно официално признание – обръщението „Високопревъзходителство“ от император Рудолф II с диплом от 17 юни 1588 г., заедно със способността да издига пфалцграфове и с прерогатива за вмъкване на императорския двуглав орел и мотото Libertas („Свобода“) в семейния герб. Новият герб на Алберико представлява новопридобито достойнство на имперски принц и е оформен така: цъфналият бодил на Маласпина, кръстът и карираната лента на Чибо, в центъра на щита гербът на Медичите, съставен от шест червени топки и една синя, с над тях три златни лилии, така че принцът иска да си спомни, че баба му по бащина линия е принадлежала към семейството на Медичите.
Фердинанд II с грамота от 25 август 1620 г. издига Маса в ранга на имперски град.
Алберико умира на 89-годишна възраст в Маса на 18 януари 1623 г., след като управлява седемдесет години над маркизата и след това над Княжеството Маса. По волята е погребан в църквата „Сан Франческо“ в Маса. Той е наследен от внук си Карло I, чиито потомци управляват територията до Мария Беатриче д'Есте.

## Брак и потомство
Жени се два пъти:
∞ 1.  февруари 1552 в Рим за Елизабета дела Ровере (* 1529, Урбино; † 6 юни 1561, Маса), третата дъщеря на Франческо Мария I дела Ровере, херцог на Урбино, и на съпругата му Елеонора Гонзага, от която има един син:
- Алдерано I Чибо-Маласпина (* 9 декември 1552 в Маса, † 16 ноември 1606 във Ферара), маркиз на Карара, граф на Ферентило (1590), херцог на Ферентило (1603); ∞ 1580 за Марфиза д'Есте (* 1562, † 1608), извънбрачна дъщеря на Франческо д’Есте, княз на Маса, от която има седем сина и една дъщеря.

∞ 2. 16/17 февруари 1563 в Рим за Изабела ди Капуа (* 1546, Молфета, † 14 януари 1575, Маса), дъщеря на херцога на Термоли Феранте ди Капуа, от която има един син и три дъщери: 
- Елеонора Чибо-Маласпина (* 19 септември 1564, Маса, † 8 октомври 1585, Генуа), ∞ 1580 в Генуа за Агостино Грималди (* 1558, Генуа, † 1603 пак там), херцог на Еболи, маркиз на Диано и граф на Рапало
- Лукреция Чибо-Маласпина (* 10 септември 1565, Маса, † 6 октомври 1607, Рим), ∞ 1591 в Рим за Ерколе Сфондрати (* ок. 1559, † 1637), херцог на Монтемарчано
- Катерина Чибо-Маласпина (* 29 октомври 1566, Маса, † 1610, Флоренция), монахиня в манастира „Сантисима Анунциата деле Мурате“ във Флоренция
- Феранте Чибо-Маласпина (* 26 декември 1568, Маса, † 30 януари 1593, Неапол), маркиз на Айело, има един извънбрачен син

Той има пет извънбрачните деца:
- Витория Чибо-Маласпина (*  ноември 1555, Маса, † 12 март 1635), узаконена; ∞ 1574 за Иполит I Бентивольо (* 1549, Ферара, † 1619, Модена), маркиз на Гуалтиери и Кастел Болонезе
- Франческо Чибо-Маласпина (* 1563, Рим, † 1629, Генуа), францискански монах
- Мария Чибо-Маласпина (* 14 март 1582, Генуа, † 1633, Маса), ∞ 1603 в Маса за Оберто Палавичино († 1615, Милано), маркиз на Тавиано
- Анджело Чибо-Маласпина (* ок. 1590, Генуа, † 1673, пак там), францискански монах и след 1550 г. свещеник на Конгрегацията на Иисус и Мария
- Маурицио Чибо-Маласпина (* 4 септември 1600, Карара, † 1654, Маса), францискански монах

## Нова Маса

### Градско преустройство
Основаването на Маса датира от 10 юни 1557 г., когато е положен първият камък от стените на Маса. Алберико I  веднага се намесва в организацията на новия град, който представлява неговата власт. Първоначално принцът кара да възстановят и изравнят площада Баняра, по-късно наречен Меркурио, с артистичен фонтан. Между двата площада е Херцогският дворец, в който Алберико прави промени и разширения, за да го превърне в окончателна и елегантна резиденция. По същото време той нарежда да възстановят църквата „Сан Пиетро“, която е в много лошо състояние. Първо той кара да преустроят камбанарията, която е снабдена с нови камбани, а по-късно и дома на викария. Това е така, защото Алберико възнамерява да я превърне в катедрала, за да ѝ придаде ново достойнство.
През същия период той кара да построят ренесансовата овощна градина, пълна с цитрусови дървета и дивеч, която се намира на ул. „Палестро“, от която днес е останал древният мраморен портал „Паскуин и Паскуина“.
В прокламация от 30 септември 1579 г. принцът, желаейки да засели тази част от Маса, наречена ул. „Алберика“, и да я подреди окончателно, отваря нови пътища чрез разрушаване на стари сгради, заменяйки ги с нови сгради, с които обединява старото градско оформление с настоящото. С друго съобщение от 1594 г. за предотвратяване на обезлюдяването на старата част на Маса Алберико I нарежда отварянето на безопасни пътища и солта да се продава в тази област. По същата причина той нарежда да построят манастира „Сан Якопо“ близо до църквата „Кармине“, която по този начин е разположена между старите отбранителни стени и по-новите. Алберико кара да разширят и да  укрепят отбранителните структури на крепостта Маласпина, за да се противопостави на новите огнестрелни оръжия.

### Маса по времето на Алберико I
В писмо от 1602 г. на Алберико I до неговия приятел Херцога на Трибалда, има изчерпателно описание на това как е изглеждал Маса по онова време:
| „ | Маса е голяма земя с около 1000 точки в изолиран хълм от много твърда скала, който се простира до върха на крепостта, която има стени почти навсякъде; и това е квадрат с отлично качество за обекта, намиращ се на главния път на Тоскана, Лигурия и Ломбардия и близо до морето на три мили, с красивата равнина отпред. От гореспоменатия хълм се простира останалата част от земята в равнината с красиви сгради и пътища, всички нови и построени от негово превъзходителство вече четиридесет години, но въпреки това расте, така че новата стена с укрепления и старата на над него кръжи малко по-малко от две мили и скоро ще бъде превърнат в град. | “ |

За тези боядисани къщи и дворци, украсени със стенописи и графити, Чибейска Маса се нарича Massa picta, което значи „Изрисувана Маса“. За да постигне това, князът използва майстори, които работят в големи центрове като Генуа и Флоренция, където тези техники са широко разпространени и използвани на ниво градско планиране.

### Стените на Маса
Преди заселването на младия Алберико I, Маса не е град, а група от села и малки населени райони, разпръснати в равнината под замъка и в провинцията. Единственото градско присъствие е Стара Маса. През 1557 г. Алберико, само на 24-годишна възраст, започва обширния си проект за градоустройствена основа на Маса, т. нар. Нова Маса (Маса Нуова) или Чибейска Маса (Маса Чибеа), в която експериментира и прилага концепциите за градоустройство от Късния ренесанс и Предбарока.

### Херцогски дворец
Семейство Маласпина притежава скромна по размери къща в древния Борго ди Баняра, която с Алберико I Чибо-Маласпина, след многобройни разширения и трансформации, се превръща в дворец на маркиз, в княжески дворец и накрая в елегантна резиденция за суверените, сегашния Палацо Росо (Червен дворец) – цвят, който характеризира много градски сгради, свързани с династията, като Вила дела Кунча, Вила Масони и Вила дела Ринкиостра.
Старата къща е включена в новия дом, който Алберико I избира за себе си и семейството си, модифицирайки го до такава степен, че се превръща в символ на властта. Разширението предвижда нова самостоятелна сграда, ортогонална на старата къща на Маласпина, по-висока и с фасада от страната на големия площад.

### Овощна градина
На 21 юни 1557 г. маркиз Алберико I построява Овощната градина или Помарио Дукале, разположена извън градските стени, в района, наречен Кампорималдо или Кампромалдо, едновременно с основаването на Маса Чибеа. Алберико се погрижва портокаловите дървета от градината Маласпина ди Прадо (старата градина) да бъдат прехвърлени в тази на Кампорималдо, която изглежда необработена. Градината на маркиза беше четириъгълник, заобиколен от високи стени, с вътрешност, набраздена от правоъгълни пътеки, които очертаваха нейната геометрия.

### Вила „Кунча“
Вилата на маркиза Маласпина е построена по заповед на Алберико I през 1557 г .: обикновено се е наричала della Cuncia в памет на дейността по щавене, която се е извършвала в района и е служила като база за дните, посветени на риболова, всъщност вилата е била обливана от водите на река Фриджидо, тогава богата на пъстърва и змиорка. Алберико, недоволен от местната растителност, нарежда да да засядат цитрусови растения от близката градина Кампорималдо.
Структурата на червената вила е компактна, увенчана с малка назъбена кула с тоскански характеристики. Поради формата на терена конструкцията включва стаи отпред и стълбище, което се свързва с горните етажи, към хълма, за да не блокира светлината от стаите. Някои стаи са изписани от Джован Батиста Гирланда, баща на много по-известния Агостино Гирланда. Използваните материали са речни и ломени камъни, мансарди с дървени покриви и мраморно стълбище. С течение на времето и с поредицата от нови собственици (Марчини, Джорджери и Пелерано), вилата претърпява обемни трансформации, които променят първоначалното оформление на Алберико. В момента тя е частна собственост.

### Фонтани
Една от най-значимите интервенции на Алберико I по отношение на градската политика се отнася до изграждането на монументални обществени фонтани в градските центрове. Всички фонтани са направени от мрамор и са оборудвани със символични и дидактични елементи: надписи, гербове, украса. Има многобройни източници, пълни с вода, които украсяват града, но само няколко от тях са оцелели до наши дни. Основните от тях са фонтанът на Меркурий на едноименния площад и фонтанът „Борго дел Понте“. 

## Херцогски монетен двор
На 2 март 1559 г. Алберико I получава от император Фердинанд I привилегията да сече монети в собствената си държава. Преди да започне да сече новите монети, суверенът променя стойността на тези, които са в сила на пазара на Маса. Повече от година след концесията, на 26 юли 1560 г., той открива своя монетен двор. Така държавите Маса и Карара имат своя собствена валута, която е законно платежно средство на територията на Тоскана и в републиките Лука и Генуа.
Още в началния период между 1560 и 1568 г. монетният двор произвежда цяла серия златни монети, сред които заслужават внимание цели три различни вида скуди и рядкото половин скудо. През този период не по-малко от 23 различни вида златни монети са произведени от монетния двор на Маса, който след 1570 г. е разположен около централната зона на Маса Чибеа – период, в който в Маса отговорник за монетния двор е Джулио Романели от Акуила. Сеченето се извършва в сграда на ул. „Пиетро Гуера“, днешна ул. „Данте“. Маркизът сече златни и сребърни монети, сред които основните са: половин скудо, половин двойна или скудо, двойната и четворната двойна. Върху монетите с по-голяма стойност Алберико I има гравиран своя портрет, а на обратната страна е гербът на дома му – цъфналият бодил на Маласпина, алената лента на Чибо, емблемата с топките на семейство Медичи. Най-често срещаните сребърни монети на Алберико са паоло и половин паоло, много от които носят датата на издаване. Монетите са отлично изсечени и дори са правени опити да бъдат фалшифицирани повече от веднъж.
В хронологичен план на златните монети на Маса има тринадесетгодишен период, в който, за разлика от предходния и следващия период, са сечени само два вида златни монети: точно две скуди. Забавянето на монетосеченето настъпва около 1568 г., в която Алберико получава титлата на имперски княз от император Максимилиан II. През 1588 г., когато  император Рудолф II дава на княза на Маса привилегията да може да украсява герба си с двуглавия орел и мотото Libertas („Свобода“), монетният двор на Маса възобновява сеченето на монети.